# 阿列克辛
54°31′4″N 37°5′11″E / 54.51778°N 37.08639°E
阿列克辛，是俄羅斯圖拉州的一個城市，位於圖拉西北、奧卡河畔。2002年人口68,156人。
阿列克辛市建于1236年。1348年首见于文献，由于阿列克辛地处奥卡河畔，成为了当时重要的内河港。